# Johann Nepomuk Kniebandl von Ehrenzweig
Johann Nepomuk Kniebandl von Ehrenzweig (česky Jan Nepomuk Kniebandl z Ehrenzweigu; 1733 Olomouc – 4. února 1786 Olomouc) byl moravský zemský advokát, profesor práva a rektor olomouckého akademického lycea.

## Život
Kniebandl byl v roce 1769 ustaven profesorem práva olomoucké univerzity (juris civilis et ecclesiastici professor regius et ordinarius), přičemž nahradil zesnuvšího profesora Josepha Antona Sommera. Za plat 650 zlatých vyučoval (shodně s výukou na Vídeňské univerzitě):
- dějiny římského práva (historia juris civilis) podle Martiniho Ordo historiae Juris civilis
- římské právo civilní (jus. civ. Romanum), konkrétně:
  - Instituce podle Heinecciova Elementa iuris civilis secundum ordinem Institutionum
  - Digesta podle Heinecciova Elementa iuris civilis secundum ordinem Digestorum
- trestní právo podle Systema Jurisprudentiae Criminalis Johanna Petera Bannizy
- kanonické právo podle Rieggerova Institutiones Jurisprudential Eeclesiasticae

Kanonické právo vyučovali jezuité pro studenty teologie na teologické fakultě od roku 1667. Jezuité se vzpouzeli vyučování kanonického práva světskými profesory, nicméně i přes jejich odpor si výuku kanonického práva pro studenty práva prosadil v roce 1696 profesor Kryštof Josef Hollandt. Následující desetiletí tak byla výuka kanonického práva pro studenty teologie a práva oddělená. K sloučení došlo až nařízením Marie Terezie v roce 1771. Ehrenzweigovo vyučování kanonického práva pak navštěvovalo na 300 studentů teologie a 50 studentů práva. Později výuku církevního práva převzal profesor Josef Vratislav Monse.
V roce 1783, kdy byla univerzita přesunuta z Brna zpět do Olomouce a degradována na akademické lyceum, se Kniebandl stal rektorem. Po smrti jej na pozici profesora práva nahradil Johann Rason.